# Saison 1970-1971 du MC Alger
 (septembre 2022).
Si vous disposez d'ouvrages ou d'articles de référence ou si vous connaissez des sites web de qualité traitant du thème abordé ici, merci de compléter l'article en donnant les références utiles à sa vérifiabilité et en les liant à la section « Notes et références ».
 (septembre 2022).
- Si vous ne connaissez pas le sujet, laissez ce bandeau (vous pouvez alors contacter les auteurs).
- Si vous supprimez le contenu mis en cause (vous pouvez préalablement contacter les auteurs),

argumentez précisément cette suppression dans la page de discussion
(un manque de référence n'est pas un argument ; une recherche réelle de référence doit avoir été effectuée, être formellement documentée).
Maillots
Chronologie
Saison précédente Saison suivante
La saison 1970-1971 du Mouloudia d'Alger est la 5e saison du club en première division du championnat d'Algérie. L'équipe est engagée en championnat (alors appelé National I), et en Coupe d'Algérie.

## Préparation d'avant-saison

### Coupe d'Algérie
L'itinéraire d'un grand club est toujours intéressante à tracer. Son histoire se lit dans tous les cas avec intérêt. Ses accidents de parcours eux aussi, sont suivis de manière attentive. À plus forte raison quand il s'agit du doyen des clubs algériens, à savoir le Mouloudia d'Alger. Donc, un nom, une histoire, un riche palmarès mais aussi et surtout un mouvement de jeunesse sans cesse renouvelé, toujours enrichi.
Cette structure colossale, bâtie au fil des jours, des mois et de longues années d'existence et de sacrifice, soutenue par d'énormes moyens humains et matériels, fait le bonheur de milliers de fans par le monde en leur procurant la joie, le stress mais plus encore la joie et le bonheur des titres et sacres au niveau national, régional et international.
La période post-indépendance fut riche pour le MCA en matière de titres et de consécrations. Pourtant il a fallu attendre 1971 pour voir les vert et rouge glaner leur premier titre grâce à une génération de joueurs très doués qui un certain soir parisien et après une retentissante victoire face au SEC Bastia 6-3 (le 19 oct 1969), ont pris conscience de leur énormes potentialités.Cette victoire était le véritable déclic qui aura permis aux vert et rouge de remporter plusieurs titres durant des années.
Le dimanche 13 juin 1971, restera une date gravée dans la mémoire des Mouloudéens qui venaient de décrocher brillamment leur premier titre dans l'histoire du MCA post-indépendance. En effet, le doyen des clubs algériens, sous la houlette de l'entraîneur Ali Benfeddah, remporta sa première coupe d'Algérie face à l'USM Alger, spécialiste de l'épreuve et qui était à sa troisième finale consécutive. Les camarades du capitaine Tahir Hacène ont bien fêté le cinquantenaire du club (1921-1971) en venant à bout du voisin "rouge et noir" dans un stade municipal de Ruisseau plein à craquer. Le gardien usmiste, Branci n'a rien pu faire face à la furia et la fougue de Betrouni, Bachi, Tahir et autre Bachta. Cinq minutes ne s'étaient pas encore écoulées que déjà le virevoltant ailier Omar Betrouni secoua les filets sur un coup franc direct. La réaction des usmistes fut très timide, Bachi l'homme du match en profita pour corser l'addition d'un maître tir qui a vu sa balle heurter le poteau et pénétrer dans les filets dans une grande explosion de joie des supporters du Mouloudia. Le match se termina sur le score de 2 à 0 en faveur du MCA. Le capitaine Tahir brandit fièrement le trophée pour ensuite aller rejoindre toute la famille Mouloudéenne (dirigeants, staff technique, joueurs et supporters) à la place de l'Emir Abdelkader d'Alger où siège le club afin de célébrer la victoire jusqu'à une heure tardive de ce 13 juin 1971 mémorable.

### Coupe Maghrébine des clubs vainqueurs de coupe
Ce sacre permit au Mouloudia de participer à sa première coupe du Maghreb des clubs vainqueurs de coupes organisée à Alger et qui s'est déroulé au stade municipal de Ruisseau, considéré comme le plus grand de la capitale. À l'entame de cette compétition, le MCA devait en découdre avec l'équipe tunisienne de l'ES Tunis qu'il domina littéralement par 3 à 0. Dans l'autre demi-finale, la redoutable équipe tunisienne du Club Africain a eu toutes les peines du monde pour venir à bout des marocains du FA Rabat sur le score de 1-0. La finale algéro-tunisienne a tenu toutes ses promesses notamment sur le plan du suspense. La domination du Mouloudia d'Alger a mis du temps à se concrétiser au tableau d'affichage grâce aux prouesses du gardien tunisien, le célèbre Saci Attouga lequel ne s'avoua vaincu qu'à la 84e minute sur une superbe frappe du longiligne centre-avant du MCA, Tahir Hacène.

## Championnat d'Algérie

### Résultats
| Division 1 Journée 1 | MC Alger | 2-2 | USM Bel-Abbès | Bologhine              |
|                      |          |     |               | Arbitrage : Bencheriet |

| Division 1 Journée 2 | JS Kabylie | 1-1 | MC Alger | Stade kil Ramdane    |
|                      |            |     |          | Arbitrage : Benganif |

| Division 1 Journée 3 | MC Alger | 2-1 | ES Guelma | Bologhine        |
|                      |          |     |           | Arbitrage : Daho |

| Division 1 Journée 4 | ES Setif | 1-1 | MC Alger | Stade Mohamed Guessab |
|                      |          |     |          | Arbitrage : Settaoui  |

| Division 1 Journée 5 | MC Alger | 0-1 | CR Belouizdad | Bologhine             |
|                      |          |     |               | Arbitrage : Benghezal |

| Division 1 Journée 6 | USM Alger | 2-2 | MC Alger | Bologhine             |
|                      |           |     |          | Arbitrage : Khellassi |

| Division 1 Journée 7 | MC Alger | 2-0 | NA Hussein Dey | Bologhine |  |
|                      |          |     |                |           |  |

| Division 1 Journée 8 | JSM Tiaret | 0-1 | MC Alger | Stade Ait Abderrahim   |
|                      |            |     |          | Arbitrage : Bencheriet |

| Division 1 Journée 9 | MC Alger | 4-1 | MC Oran | Bologhine            |
|                      |          |     |         | Arbitrage : Mohamedi |

| Division 1 Journée 10 | CS Constantine | 1-1 | MC Alger | Stade Benabdelmalek |
|                       |                |     |          | Arbitrage : Kaid    |

| Division 1 Journée 11 | MC Alger | 1-1 | RC Kouba | Bologhine                      |
|                       |          |     |          | Arbitrage : Abdelkader Aouissi |

| Division 1 Journée 12 | USM Bel-Abbès | 2-0 | MC Alger | Stade des frères Amarouche |
|                       |               |     |          | Arbitrage : Chihani        |

| Division 1 Journée 13 | MC Alger | 2-0 | JS Kabylie | Bologhine            |
|                       |          |     |            | Arbitrage : Settaoui |

| Division 1 Journée 14 | ES Guelma | 1-1 | MC Alger | Stade Abda ali |  |
|                       |           |     |          |                |  |

| Division 1 Journée 15 | MC Alger | 1-1 | ES Setif | Bologhine |  |
|                       |          |     |          |           |  |

| Division 1 Journée 16 | CR Belouizdad | 2-1 | MC Alger | Stade du 20-août-1955 |  |
|                       |               |     |          |                       |  |

| Division 1 Journée 17 | MC Alger | 1-2 | USM Alger | Bologhine           |
|                       |          |     |           | Arbitrage : Chihani |

| Division 1 Journée 18 | NA Hussein Dey | 1-3 | MC Alger | Stade Zioui                    |
|                       |                |     |          | Arbitrage : Abdelkader Aouissi |

| Division 1 Journée 19 | MC Alger | 0-0 | JSM Tiaret | Bologhine           |
|                       |          |     |            | Arbitrage : Mohandi |

| Division 1 Journée 20 | MC Oran | 1-0 | MC Alger | Stade du 19 juin  |
|                       |         |     |          | Arbitrage : Bakir |

| Division 1 Journée 21 | MC Alger | 1-1 | CS Constantine | Bologhine              |
|                       |          |     |                | Arbitrage : Bencheddad |

| Division 1 Journée 22 | RC Kouba | 0-1 | MC Alger | Stade Benhaddad (Kouba)  |
|                       |          |     |          | Arbitrage : Benguergoura |

## Classement final
Le classement est établi sur le barème de points suivant : une victoire vaut 3 points, un match nul 2 points et une défaite 1 point.
| Rang | Équipe           | Pts | J  | G  | N  | P  | Bp | Bc | Diff |
| ---- | ---------------- | --- | -- | -- | -- | -- | -- | -- | ---- |
| 1    | MC Oran          | 52  | 22 | 12 | 6  | 4  | 38 | 26 | +12  |
| 2    | CS Constantine P | 48  | 22 | 10 | 6  | 6  | 34 | 29 | +5   |
| 3    | MC Alger C       | 46  | 22 | 7  | 10 | 5  | 28 | 22 | +6   |
| 4    | NAA Hussein Dey  | 46  | 22 | 9  | 6  | 7  | 21 | 20 | +1   |
| 5    | USM Alger        | 45  | 22 | 7  | 9  | 6  | 37 | 32 | +5   |
| 6    | CR Belcourt T    | 45  | 22 | 9  | 5  | 8  | 31 | 28 | +3   |
| 7    | JS Kabylie       | 44  | 22 | 8  | 6  | 8  | 30 | 37 | -7   |
| 8    | ES Guelma        | 41  | 22 | 7  | 5  | 10 | 30 | 35 | -5   |
| 9    | JSM Tiaret P     | 40  | 22 | 6  | 6  | 10 | 21 | 22 | -1   |
| 10   | USM Bel-Abbès    | 40  | 22 | 8  | 4  | 10 | 20 | 26 | -6   |
| 11   | ES Sétif         | 40  | 22 | 5  | 8  | 9  | 21 | 32 | -11  |
| 12   | CCS Kouba        | 39  | 22 | 5  | 7  | 10 | 31 | 36 | -5   |

Résultat
- Champion d'Algérie 1970-1971

Relégation
- Pas de relégation

Abréviations
T : Tenant du titre

C : Vainqueur de la Coupe d'Algérie 1970-1971

P : Promus de Nationale II

### Coupe d'Algérie
Le parcours du MC Alger en coupe d'Algérie 1970-1971 est :
| Coupe d'Algérie avant-dernier tour régional | MC Alger | 2-1 | CCTNA | Bologhine (Alger)    |
|                                             |          |     |       | Arbitrage : Benganif |

| Coupe d'Algérie 1/32e de finale | MC Alger | 3-0 | JS El Biar | Stade du 20-août-1955 |
|                                 |          |     |            | Arbitrage : Ait Ali   |

| Coupe d'Algérie 1/16e de finale | MC Alger | 1-0 | USM Bel-Abbès | Stade maâmar Sahli (Chlef) |  |
|                                 |          |     |               |                            |  |

| Coupe d'Algérie 1/8e de finale | MC Alger | 2-2 (6 corners à 3) | JS Kabylie | Stade du 20-août-1955 |
|                                |          |                     |            | Arbitrage : Settaoui  |

| Coupe d'Algérie 1/4 de finale aller | MC Alger | 6-0 | MO Constantine | Bologhine (Alger) |
|                                     |          |     |                | Arbitrage : Daho  |

| Coupe d'Algérie 1/4 de finale retour | MO Constantine | 1-3 | MC Alger | Stade Benabdelmalek (Constantine) |  |
|                                      |                |     |          |                                   |  |

| Coupe d'Algérie 1/2 finale aller | MC Saïda | 1-1 | MC Alger | Saïda             |
|                                  |          |     |          | Arbitrage : Bakir |

| Coupe d'Algérie 1/2 finale retour | MC Alger | 1-1 (5 penalties à 3) | MC Saïda | Bologhine (Alger)   |
|                                   |          |                       |          | Arbitrage : Chihani |

### Finale
| 13 juin 1971              | MC Alger                | 2-0 | USM Alger | Stade du 20-août-1955, Alger |                      |
| Historique des rencontres | Betrouni 5e · Bachi 36e |     |           | Spectateurs : 20 000         | Spectateurs : 20 000 |

| Mouloudia :     |  |           |  |          |       |
|                 |  |           |  |          |       |
| GB              |  | Kaoua     |  |          |       |
|                 |  | Amrous    |  |          |       |
|                 |  | Cheikh    |  |          |       |
|                 |  | Si Chaib  |  |          |       |
|                 |  | Mekidèche |  |          |       |
|                 |  | Maloufi   |  | Remplacé |       |
|                 |  | Betrouni  |  |          | 5e    |
|                 |  | Bachta    |  |          |       |
|                 |  | Tahir 1   |  |          |       |
|                 |  | Zenir     |  |          |       |
|                 |  | Bachi     |  |          | 36e,  |
| Remplacements : |  |           |  |          |       |
| MDf             |  | Zerrouk   |  |          | Entré |
| Att             |  | Tahir 2   |  |          | Entré |
| Entraineur :    |  |           |  |          |       |
| Benfeddah       |  |           |  |          |       |

| USMA :          |  |           |  |  |       |          |
|                 |  |           |  |  |       |          |
| GB              |  | Branci    |  |  |       |          |
|                 |  | Laala     |  |  |       |          |
|                 |  | Mazouni   |  |  |       |          |
|                 |  | Belbekri  |  |  |       |          |
|                 |  | Attoui    |  |  |       | Remplacé |
|                 |  | Berroudji |  |  |       |          |
|                 |  | Allik     |  |  |       |          |
|                 |  | Meziani   |  |  |       |          |
|                 |  | Meziani   |  |  |       |          |
|                 |  | Aissaoui  |  |  |       |          |
|                 |  | Tchalabi  |  |  |       |          |
| Remplacements : |  |           |  |  |       |          |
| Df              |  | Abdouche  |  |  | Entré |          |
| Entraineur :    |  |           |  |  |       |          |
| Zitoun          |  |           |  |  |       |          |